# Catocalinae

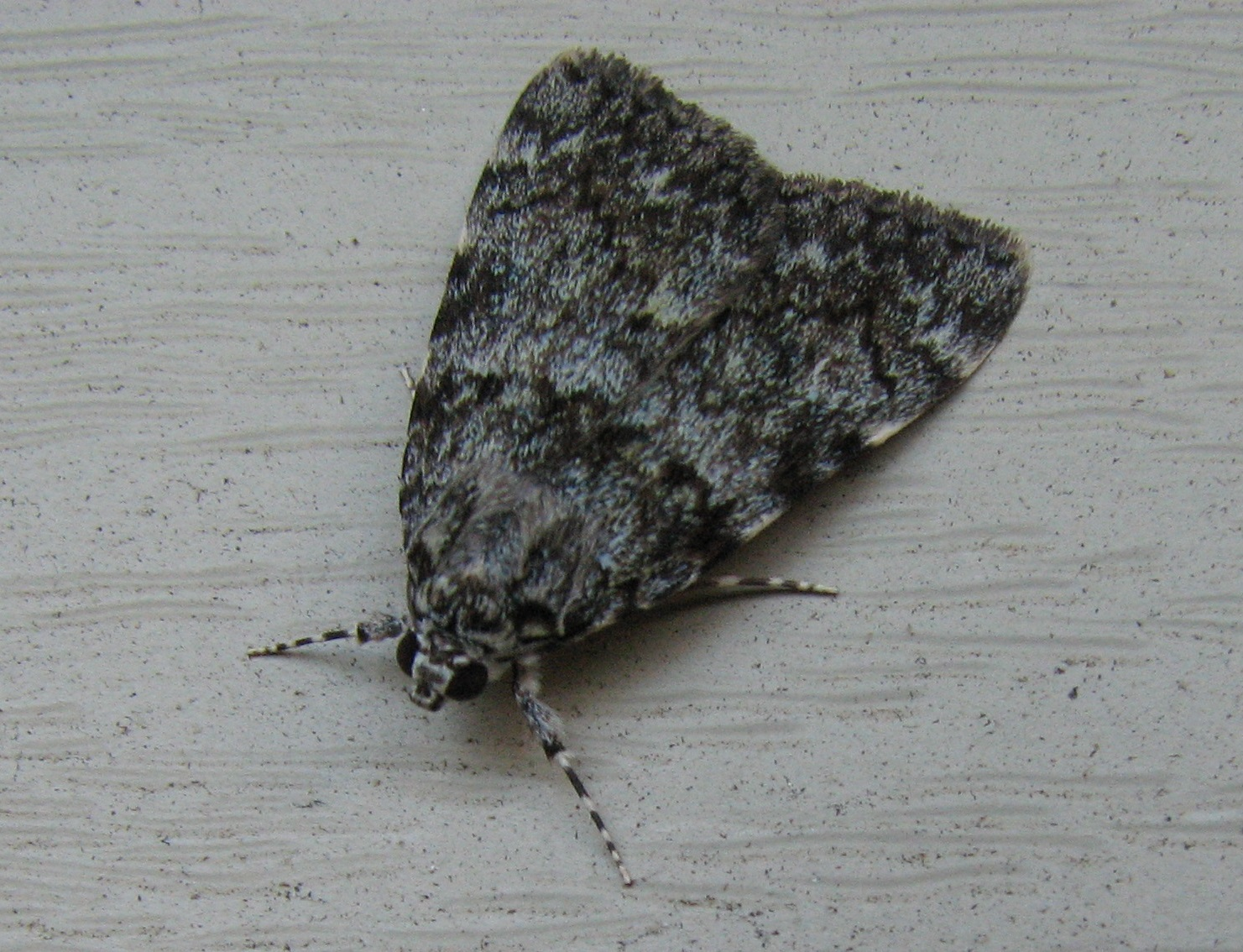
Catocala lineella

Catocalinae es una subfamilia de polillas de la familia Noctuidae. Las taxonomías actuales incluyen esta subfamilia dentro de la familia Erebidae, subfamilia Erebinae, como tribu Catocalini.
Está estrechamente relacionada con Ophiderinae y Calpinae que son a veces incluidas en este grupo.
Muchas de las especies son grandes  (7 a 10 cm de longitud) comparadas con otras noctuidas de las zonas templadas, y presentan unos colores brillantes.

## Géneros
Los géneros de Catocalinae están usualmente asignados a las tribus Tytini, Armadini y Erebini, que tienen un número bastante pequeño de géneros, y la tribu mucho más grande Catocalini. No obstante, una alta proporción de géneros no está asignado en la actualidad a una tribu específica ya que sus relaciones requieren más estudios. Estos géneros incertae sedis son:

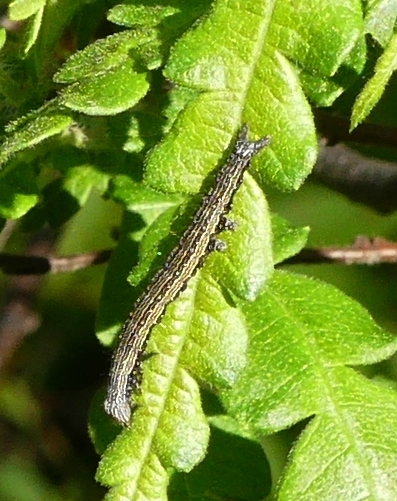
Catocala antinympha, larva

| - Anereuthina - Anisoneura - Anydrophila - Argyrostrotis - Arsacia - Artena - Athyrma - Bamra - Batracharta - Blasticorhinus - Bocula - Calesia | - Chalciope - Coenipeta - Crioa - Ctenusa - Delgamma - Dinumma - Dordura - Ercheia - Erygia - Euclystis - Felinia - Gesonia | - Hamodes - Hexamitoptera - Homodes - Hypopyra - Iontha - Lacera - Loxioda - Mocis - Ommatophora - Pantydia - Platyja - Plecoptera | - Pseudosphetta - Pterocyclophora - Scolecocampa - Serrodes - Speiredonia - Sympis - Tephriopis - Trigonodes - Varicosia - Zale |